# Тараканова Валентина Юріївна
Валентина Юріївна Тараканова (нар. 28 травня 1996) — українська футболістка та футзалістка, нападниця житомирського «Полісся».

## Клубна кар'єра
Вихованка дніпропетровського футболу. Дорослу футбольну кар'єру розпочала в дніпровській команді «Злагода-Дніпро-1», яка виступала в Першій лізі України. За підсумками сезону дніпровський колектив став срібним призером турніру та виборов путівку до Вищої ліги. 
У вищому дивізіоні українського чемпіонату дебютувала 30 квітня 2017 року в програному (0:9) виїзному поєдинку 2-го туру проти харківського «Житлобуду-1». Валентина вийшла в стартовому складі та відіграла увесь матч. Дебютним голом у Вищій лізі відзначилася 5 травня 2017 року на 75-й хвилині переможного (2:0) домашнього поєдинку 3-го туру проти «Єдності». 
У підсумку за команду «Злагода-Дніпро-1» у першій лізі Тараканова провела 10 матчів (7 голів), у вищій лізі — 16 поєдинків (8 голів), ще 5 матчів (2 голи) зіграла в зимовій першості України. 
У 2018 році виїхала до Польщі, де грала за «Стоміланки» (Ольштин). У першій частині жіночої Екстракляси 2018/19 зіграла 10 матчів, в яких відзначилася 10-ма голами. Загалом же за ольштинську команду зіграла 51 матч, в якому відзначилася 41-им голом. 14 липня 2020 року уклала договір з новачкому жіночої Екстракляси «Академія LG» (Гданськ), де стала четвертою гравчинею з українським паспортом.
У жовтні 2022 року повернулась до України та виступала за «Дніпро-1». Після того як команду було розформовано, перейшла до складу новачка української вищої ліги — житомирського «Полісся». За нову команду дебютувала 7 серпня 2024 року у програному (1:2) матчі проти уманських «Пантер». Тараканова у тій грі відіграла весь матч та отримала жовту картку.

## Кар'єра в збірній
У футболці національної збірної України вперше зіграла 26 лютого 2019 року в Загребі у товариському матчі проти збірної Хорватії, замінивши на 58-й хвилині гри Ірину Кочнєву. 
У першій офіційній грі за збірну дебютувала 5 жовтня 2019 року в програному (0:8) кваліфікаційному поєдинку до жіночого чемпіонату Європи проти збірної Німеччини. Валентина вийшла на поле на 64-й хвилині, замінивши Ольгу Овдійчук.

## Досягнення
«Злагода-Дніпро-1»
- Перша ліга України
  -  Срібний призер (1): 2016